# Magyar méreggyilok
A magyar méreggyilok (Vincetoxicum pannonicum (Borhidi) Holub) a meténgfélék (Apocynaceae) családján belül a selyemkórófélék (Asclepiadaceae) alcsaládjába tartozó, fokozottan védett növényfaj. Pannon endemizmus, azaz a világon kizárólag a Pannonicum flóratartományban honos, s ezen belül is csak Magyarországon a Budai-hegységben és a Villányi-hegységben fordul elő.

## Elterjedése
A magyar méreggyilok két főbb élőhelyen található meg: a Villányi-hegységben a nagyharsányi Szársomlyón, valamint a Budai-hegységben. A Budai-hegységben Budakeszi és Budaörs határában a Csíki-hegyekben (Szekrényes-hegy, Kő-hegy, Odvas-hegy, Szállás-hegy, Út-hegy), a külső Budai-hegyekben pedig Budajenő (Községi erdő) és Páty (Fekete-hegyek) közelében találhatók állományai. Teljes állománya 3-4 ezer tő, mely stabilnak mondható. A legnépesebb szubpopulációk Budajenő, Budaörs és Páty környékén vannak. A szársomlyói állomány ezzel szemben jóval kisebb és sérülékenyebb, mindössze 45 tőből áll.

## Morfológiai jellemzők
A magyar méreggyilok évelő növény, melynek szára felálló, magassága 10–50 cm között változik. Sarjtelepeket képez. Gyöktörzse rövid, ferde, melyből fehéres, fonalszerű gyökerek erednek. 
Hajtásai, kocsányai és levélfonákának erei finoman pelyhes-szőrösek. Levelei a száron keresztben átellenesen állnak, rövid nyelűek. A levéllemezek sötétzöld színűek, széles-tojásdad alakúak, ép szélűek, kihegyezett csúcsúak, a szár alsó részén levő levelek lemeze zömökebb, inkább szív alakú, a felsőké keskenyebb, hosszúkásabb. A felsőbb levelek hónaljából fejlődnek laza bogernyő virágzatai, bennük a virágok kellemetlen illatúak, aprók, öttagúak, pártájuk kívül piszkossárga, belül barnászöld, zöldesbarna színű, de a virágok lehetnek ennél jóval sötétebbek is: barna, vörösesbarna, sötétbarna, szinte fekete színűek. A virágok mellékpártájának cimpái jóval kisebb méretűek a pártánál. Május és június folyamán virágzik. Termésének alakja a paprikára emlékeztet, de tüszőtermés, 2–4 cm hosszú, néha kissé visszahajló, csúcsa lekerekített. Mészkedvelő faj, dolomit- és mészkősziklagyepben, sziklahasadékgyepben él.

A magyar méreggyilok virágtalan és terméstelen megjelenése nagyon hasonlít a vele egyazon élőhelyen is előforduló, jóval gyakoribb közönséges méreggyilokhoz. Azonban a magyar méreggyilok termete általában alacsonyabb, kevésbé robusztus; levelei kisebbek, szélesebbek, sötétebbek; virágai sötétebb színűek és kellemetlenebb illatúak; termései tompa csúcsúak, rövidebbek, zömökebbek, esetenként kissé visszahajlanak.

## Filogenetikai kapcsolatok
A kutatások során vizsgálták a magyar méreggyilok filogenetikai helyzetét, azaz az evolúciós rokonsági kapcsolatait más fajokkal. Fontos tudni, hogy a magyar méreggyilok egy tetraploid faj, azaz négyszeres kromoszómaszámmal rendelkezik. A molekuláris filogenetikai vizsgálatok megerősítették, hogy a faj hibrid eredetű, allotetraploid hibrid, ami azt jelenti, hogy két különböző faj kereszteződéséből jött létre.